# 白水瓢塚古墳
白水瓢塚古墳（しらみずひさごづかこふん）は、兵庫県神戸市西区伊川谷町潤和にある古墳。形状は前方後円墳。兵庫県指定史跡に指定され、出土品は神戸市指定有形文化財に指定されている。

## 概要
| 古墳名       | 形状       | 規模       | 築造時期 |
| ------------ | ---------- | ---------- | -------- |
| 白水瓢塚古墳 | 前方後円墳 | 墳丘長56m  | 4c初頭   |
| 五色塚古墳   | 前方後円墳 | 墳丘長194m | 4c後半   |
| 吉田王塚古墳 | 前方後円墳 | 墳丘長74m  | 5c初頭   |

兵庫県南部、伊川右岸の薬師山山頂に築造された古墳である。昭和初期の直良信夫による円筒埴輪棺の発掘で知られたほか、1986年度（昭和61年度）以降に発掘調査が実施されている。
墳形は前方部が開かない柄鏡形の前方後円形で、前方部を西方向に向ける。墳丘は2段築成。墳丘表面では円筒埴輪列（楕円筒埴輪・朝顔形埴輪含む）が検出されているが、葺石は認められていない。また墳丘周囲に周濠は巡らされていない。埋葬施設は後円部の粘土槨（第1主体部）、前方部の木棺（第2主体部）の2基である。第1主体部からは多数の副葬品が検出されており、その内容から被葬者は女性と推定される。第2主体部から副葬品は検出されていない。そのほか、墳丘周囲からは周辺埋葬として円筒埴輪棺5基が検出されている。
この白水瓢塚古墳は、古墳時代前期の4世紀初頭頃の築造と推定される。明石地域では最初に築造された前方後円墳であり、五色塚古墳（神戸市垂水区）の先行首長墓に位置づけられる。墳形・円筒埴輪はメスリ山古墳（奈良県桜井市）と類似しており、本古墳に埋葬された女性首長がヤマト王権とどのような関係を持ちながら明石地域を統治したのか注目される古墳になる。
古墳域は2004年（平成16年）に兵庫県指定史跡に指定され、出土品は2009年（平成21年）に神戸市指定有形文化財に指定された。現在では墳丘への立ち入りは制限されている。

## 遺跡歴
- 1927年（昭和2年）以来、直良信夫が古墳周囲で円筒埴輪棺を発掘[2]。
- 1968年（昭和43年）、測量調査（兵庫県教育委員会）[5]。
- 1986年度（昭和61年度）、試掘調査：第1次調査（神戸市教育委員会）[1]。
- 1987年度（昭和62年度）、墳丘内外の範囲確認調査：第2次調査、試掘調査：第3次調査（神戸市教育委員会、2008年に報告書刊行）[1]。
- 1992年度（平成4年度）、試掘調査：第4次調査（神戸市教育委員会、2008年に報告書刊行）[1]。
- 1993年度（平成5年度）、墳丘北側の発掘調査：第5次調査[1]。
- 1997-1998年度（平成9-10年度）、墳丘外東・南側の発掘調査：第6次調査（神戸市教育委員会、2008年に報告書刊行）[1]。
- 2001年度（平成13年度）、「夫塚」の試掘調査：第7次調査、「夫塚」の範囲確認調査：第8次調査[1]。
- 2001-2003年度（平成13-15年度）、埋葬施設の発掘調査：第9-10次調査（神戸市教育委員会、2008年に報告書刊行）[1]。
- 2004年（平成16年）3月9日、兵庫県指定史跡に指定[3]。
- 2009年（平成21年）2月24日、出土品が神戸市指定有形文化財に指定[4]。

## 墳丘
墳丘の規模は次の通り。
- 墳丘長：56メートル
- 後円部 - 2段築成。
  - 直径：29-32メートル
- 前方部 - 2段築成。
  - 長さ：28-29メートル
  - 幅：16.5メートル
- くびれ部
  - 幅：14.6メートル

墳丘はメスリ山古墳（奈良県桜井市）と約4分の1の相似形をなす。メスリ山古墳は男性軍事指揮官の墓と推定され、白水瓢塚古墳は女性首長の墓と推定されることから、白水瓢塚古墳の被葬者はメスリ山古墳の被葬者の妃の1人とする説が挙げられている。池田茶臼山古墳（大阪府池田市）もまたメスリ山古墳の約4分の1の相似形であり、白水瓢塚古墳とほぼ同形になる。

## 埋葬施設
埋葬施設としては後円部に1基（第1主体部）、前方部に1基（第2主体部）の2基が構築されている。
第1主体部は後円部墳頂中央部における粘土槨で、主軸を墳丘主軸と直交する南北方向とする。墓壙は長さ7.3メートル・幅4.0メートル・深さ1.2メートルを測り、墓壙内の粘土棺床の上にコウヤマキ製の割竹形木棺が据えられ、その木棺上が粘土で被覆される。木棺は長さ5.8メートル、幅0.55メートル（北側）・0.45メートル（南側）を測り、頭位を北方向とする。棺の内面にはベンガラが塗布され、頭・胸の部分では水銀朱が検出されている。棺内・棺側からは歯牙のほか多数の副葬品（後述）が検出されている。
第2主体部は前方部墳頂の先端部付近における木棺で、主軸を墳丘主軸と平行する東西方向とする。墓壙は長さ3.8メートル・幅1.3メートル・深さ0.5メートルを測り、墓壙内の粘土棺床の上に割竹形木棺が据えられる。木棺は長さ2.6メートル、直径0.7メートルを測り、頭位を東方向（後円部側）とする。棺の内面にはベンガラが塗布され、一部では水銀朱が検出されている。副葬品は検出されていない。
以上のほか、墳丘周囲からは周辺埋葬として円筒埴輪棺5基が検出されている。

## 出土品

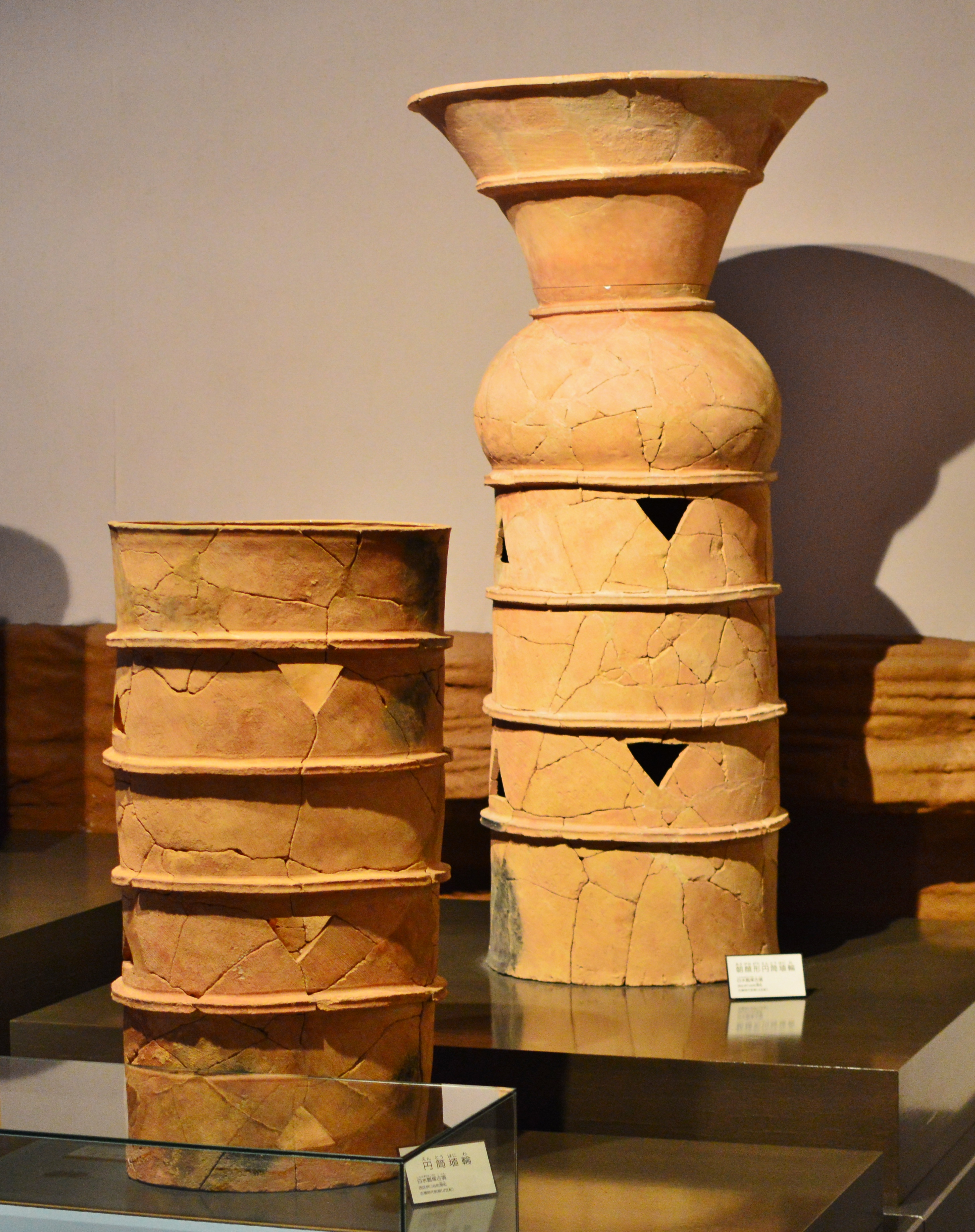
円筒埴輪・朝顔形埴輪神戸市埋蔵文化財センター展示。

発掘調査において第1主体部から検出された副葬品は次の通り。
- 棺内
  - 青銅鏡 - 画文帯神獣鏡1。
  - 腕輪形石製品 - 車輪石4、石919。
  - 玉類 - 翡翠製勾玉5、琥珀製勾玉1、石製管玉58、ガラス小玉1820以上。
  - ガラス製品 - 不明製品1。
  - 鉄製品 - 刀子1。
- 棺側
  - 鉄製品 - 素環頭刀1、鉄槍3、その他1以上。
- 墳頂部
  - 土師器 - 直口壺2、甕2、高坏1。
  - 形象埴輪 - 合子形埴輪?、型式不明埴輪。

画文帯神獣鏡は、石切劔箭神社（大阪府東大阪市）所蔵鏡と同笵鏡とされる。副葬品は装身具が多い一方で鉄製武器類が少ない点、また石製品のうちに鍬形石を含まない点から、被葬者は女性であるとされる。
また墳丘から検出された遺物として、円筒埴輪（普通円筒埴輪・楕円円筒埴輪・朝顔形埴輪）・形象埴輸（盾形・家形?埴輪）・スカシ孔抜き取り板、鉄製品（有袋鉄斧）がある。円筒埴輪は規格的に製作された技術水準の高いものであり、その特徴は同時期のメスリ山古墳・池田茶臼山古墳のものと類似するが、池田茶臼山古墳のものとは相違点も存在することから、白水瓢塚古墳と池田茶臼山古墳とではそれぞれ個別にメスリ山古墳と関係を持ったことが示唆される。また後代の五色塚古墳のものとは特徴が異なることから、白水瓢塚古墳と五色塚古墳とではそれぞれ個別に畿内から工人が派遣されたと推測される。

## 文化財

### 兵庫県指定文化財
- 史跡
  - 白水瓢塚古墳 - 2004年（平成16年）3月9日指定[3]。

### 神戸市指定文化財
- 有形文化財
  - 白水瓢塚古墳出土品 268点（考古資料） - 神戸市埋蔵文化財センター保管。2009年2月24日指定[4]。

## その他
白水瓢塚古墳は「妻塚」とも称され、西側には「夫塚」と称される前方後円墳があるといわれたが、測量・発掘調査によれば「夫塚」は存在しないとするのが妥当とされる。
また、白水瓢塚古墳の南東尾根上では方墳1基（白水2号墳）が確認されている。埋葬施設を箱式木棺として、5世紀末葉頃の築造と推定される。白水瓢塚古墳の前方部西方尾根上にも同様の古墳数基の存在可能性が指摘される。
そのほか、明石市内では井戸祭祀遺跡として藤江別所遺跡（明石市藤江）の存在が知られ、その車輪石は白水瓢塚古墳出土例と近い型式であることから関係性が示唆される。

## 関連施設
- 神戸市埋蔵文化財センター（神戸市西区糀台） - 白水瓢塚古墳の出土品等を保管。